# Adolf Fredrik Knaust
Adolf Fredrik Knaust, född 19 januari 1856 i Helsingborg, död 8 oktober 1907 i Sundsvall, var en svensk hotellägare. Han är känd som den som uppförde och drev Hotell Knaust i Sundsvall.
Adolf Fredrik Knaust, vars far var skomakarmästare, kom till Sundsvall år 1869, där hans farbror Gustaf Ferdinand Knaust var verksam. Han arbetade sig upp i restaurangbranschen som kassör, bokförare och hovmästare. För farbroderns änkas räkning övertog han driften av det hotell och den restaurang som var inhysta i stadshuset. Han drev även andra hotell bland annat Hotell Nord, som med sina 70 rum var Norrlands största. Alla hotellfastigheterna gick förlorade vid Sundsvallsbranden 1888. Knaust uppförde därefter Hotell Knaust, invigt 1891. Han är begravd på Sundsvalls Gustav Adolfs kyrkogård.